# Colburn (North Yorkshire)
Colburn – wieś w północnej Anglii, w hrabstwie North Yorkshire, w dystrykcie (unitary authority) North Yorkshire. Leży 62 km na północny zachód od miasta York i 336 km na północ od Londynu. Miejscowość liczy 3606 mieszkańców. Znajduje się w bezpośrednim sąsiedztwie bazy wojskowej Catterick Garrison.